# Quessoy
Quessoy [kɛswa] (Kesoue en breton) est une commune du département des Côtes-d'Armor, dans la région Bretagne, en France.

## Géographie

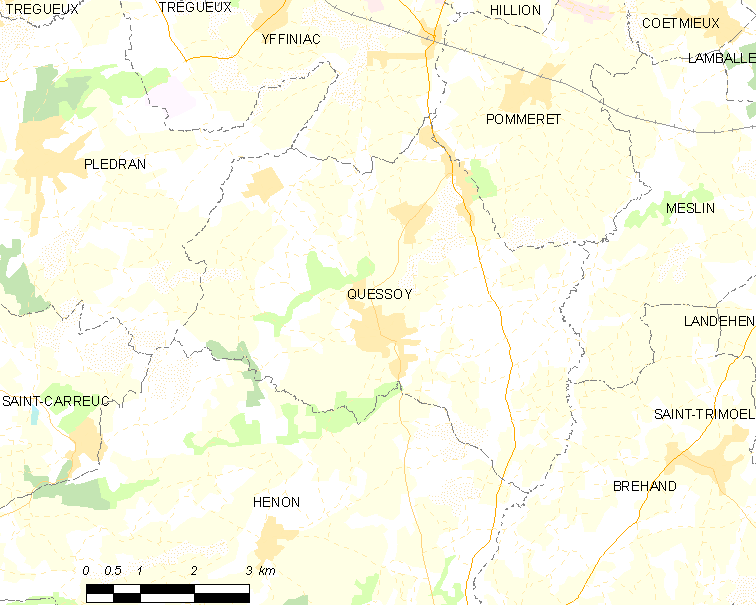
Carte de la commune de Quessoy.

|         | Yffiniac | Pommeret |
| Plédran | Quessoy  | Meslin   |
|         | Hénon    | Bréhand  |

### Hydrographie
Pour un article plus général, voir Réseau hydrographique des Côtes-d'Armor.
La commune est située dans le bassin Loire-Bretagne. Elle est drainée par l'Evron, le Cré, le Margot, le ruisseau de Bogard, le Moulin de l'Hôpital et un autre petit cours d'eau,.
L'Évron, d'une longueur de 26 km, prend sa source dans la commune de Plémy et se jette  dans le Gouessant à Lamballe-Armor, après avoir traversé dix communes. 
Le Cré, d'une longueur de 11 km, prend sa source dans la commune  et se jette  dans la baie de Saint-Brieuc à Hillion, après avoir traversé quatre communes. 
Le Margot, d'une longueur de 11 km, prend sa source dans la commune de Trébry et se jette  dans l'Évron sur la commune, après avoir traversé quatre communes. 
Le Bogard, d'une longueur de 12 km, prend sa source dans la commune de Plémy et se jette  dans l'Évron sur la commune et de Lamballe-Armor, après avoir traversé quatre communes. 

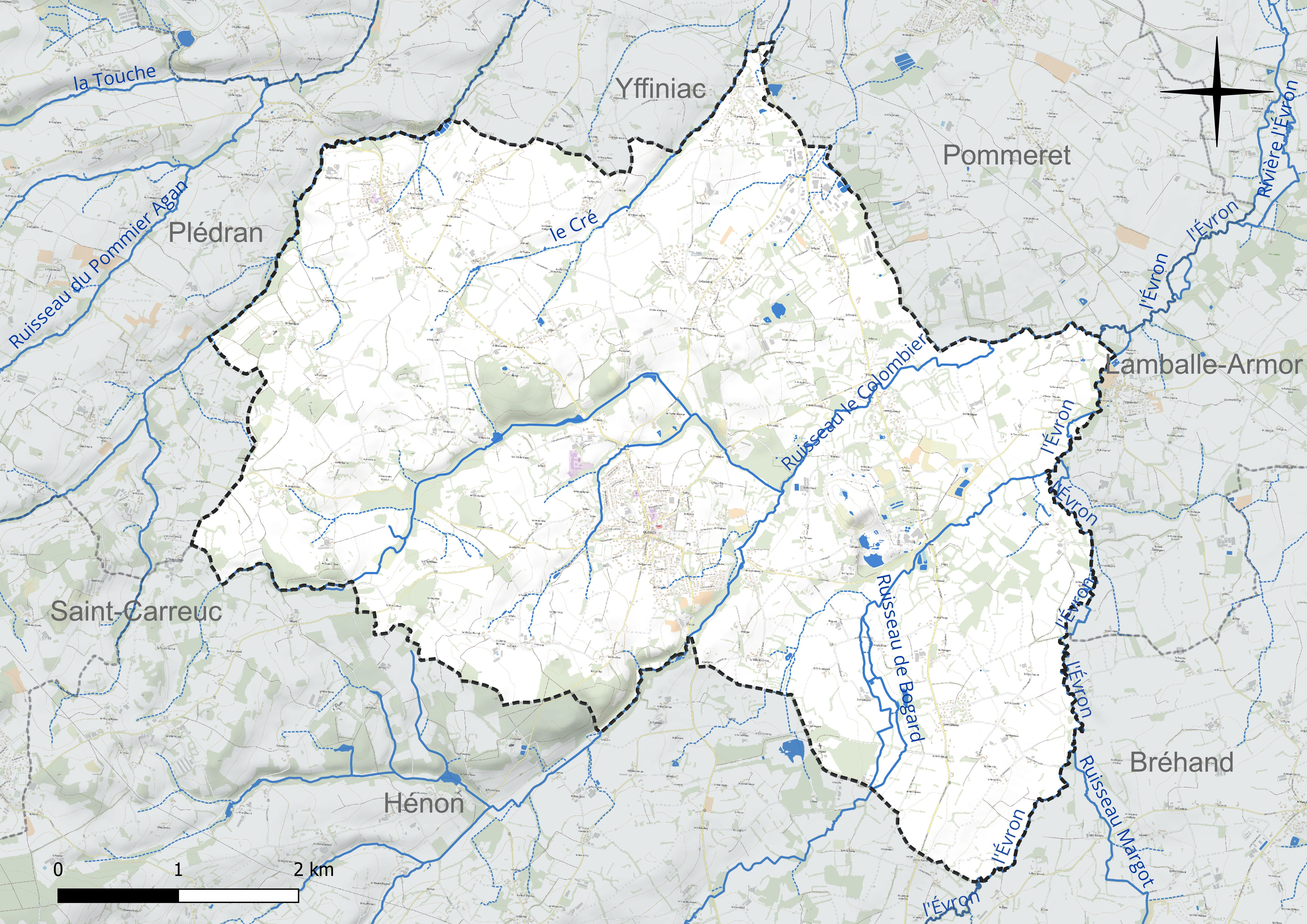
Réseau hydrographique de Quessoy.

### Climat
Pour des articles plus généraux, voir Climat de la Bretagne et Climat des Côtes-d'Armor.
En 2010, le climat de la commune est de type climat océanique franc, selon une étude du Centre national de la recherche scientifique s'appuyant sur une série de données couvrant la période 1971-2000. En 2020, Météo-France publie une typologie des climats de la France métropolitaine dans laquelle la commune est exposée à un climat océanique et est dans la région climatique Finistère nord, caractérisée par une pluviométrie élevée, des températures douces en hiver (6 °C), fraîches en été et des vents forts. Parallèlement l'observatoire de l'environnement en Bretagne publie en 2020 un zonage climatique de la région Bretagne, s'appuyant sur des données de Météo-France de 2009. La commune est, selon ce zonage, dans la zone « Intérieur », exposée à un climat médian, à dominante océanique.
Pour la période 1971-2000, la température annuelle moyenne est de 11,3 °C, avec une amplitude thermique annuelle de 11,3 °C. Le cumul annuel moyen de précipitations est de 712 mm, avec 12,2 jours de précipitations en janvier et 6,4 jours en juillet. Pour la période 1991-2020, la température moyenne annuelle observée sur la station météorologique la plus proche, située sur la commune de Plœuc-L'Hermitage à 11 km à vol d'oiseau, est de 11,1 °C et le cumul annuel moyen de précipitations est de 954,7 mm,. Pour l'avenir, les paramètres climatiques de la commune estimés pour 2050 selon différents scénarios d'émission de gaz à effet de serre sont consultables sur un site dédié publié par Météo-France en novembre 2022.

## Urbanisme

### Typologie
Au 1er janvier 2024, Quessoy est catégorisée commune rurale à habitat dispersé, selon la nouvelle grille communale de densité à 7 niveaux définie par l'Insee en 2022.
Elle est située hors unité urbaine. Par ailleurs la commune fait partie de l'aire d'attraction de Saint-Brieuc, dont elle est une commune de la couronne,. Cette aire, qui regroupe 51 communes, est catégorisée dans les aires de 200 000 à moins de 700 000 habitants,.

### Occupation des sols
L'occupation des sols de la commune, telle qu'elle ressort de la base de données européenne d’occupation biophysique des sols Corine Land Cover (CLC), est marquée par l'importance des territoires agricoles (86,6 % en 2018), en diminution par rapport à 1990 (90,2 %). La répartition détaillée en 2018 est la suivante :
terres arables (44,6 %), zones agricoles hétérogènes (23,8 %), prairies (18,2 %), zones urbanisées (7,7 %), forêts (4,3 %), mines, décharges et chantiers (1,4 %). L'évolution de l’occupation des sols de la commune et de ses infrastructures peut être observée sur les différentes représentations cartographiques du territoire : la carte de Cassini (XVIIIe siècle), la carte d'état-major (1820-1866) et les cartes ou photos aériennes de l'IGN pour la période actuelle (1950 à aujourd'hui).

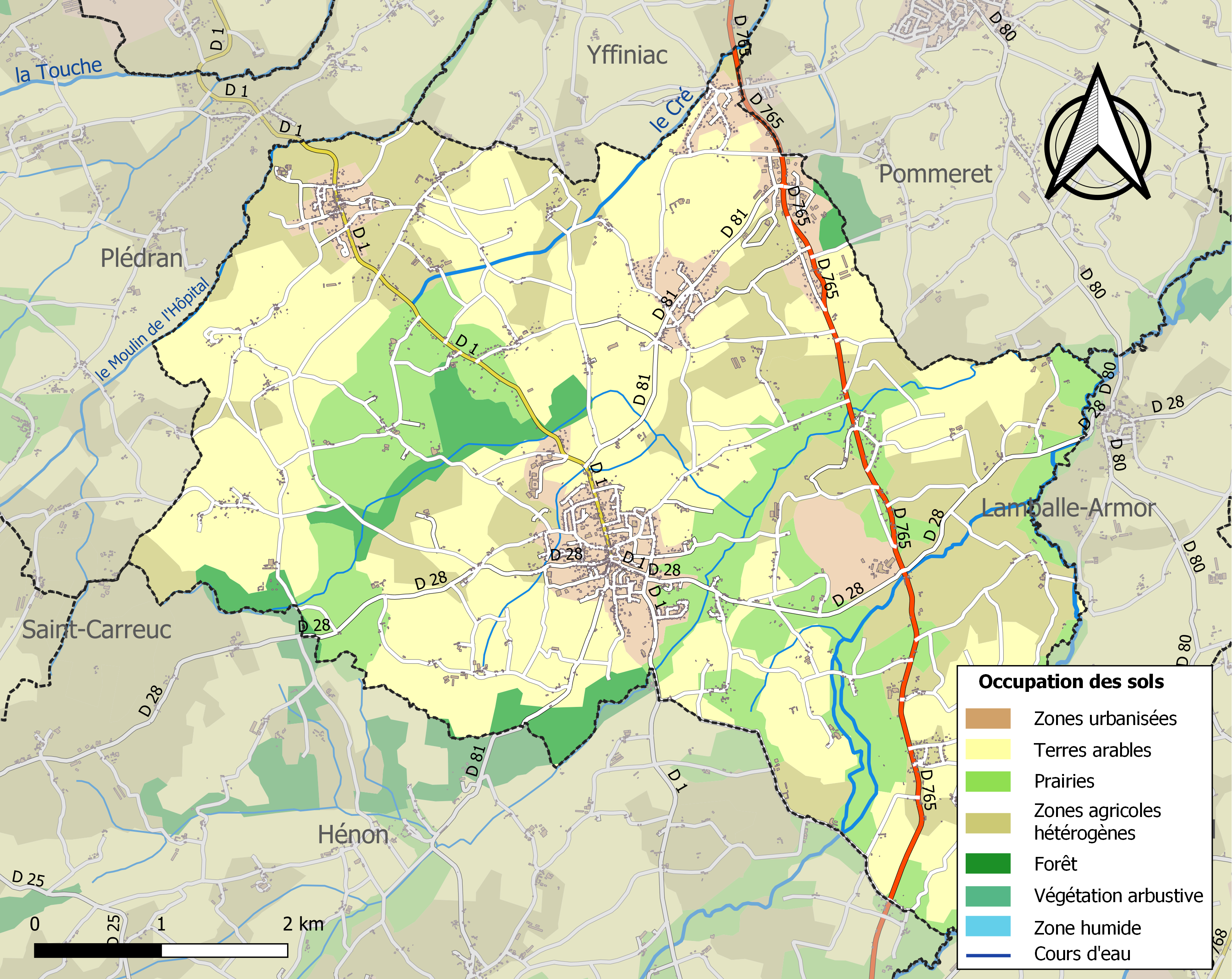
Carte des infrastructures et de l'occupation des sols de la commune en 2018 (CLC).

## Toponymie
Le nom de la localité est attesté sous les formes Cheisoium vers 1140, Kessoe en 1160, Kessoi en 1167, Quesseium au XIIe siècle, Quessoyum en 1272, Parochia de Quessoi en 1274, Quessoy en 1311, Quessayum et Quesseyum en 1371, Quessouay et le Quessouay en 1405, 1426, 1480, 1514, 1536 et en 1569, Quenossay en 1443, Quiessoys en 1566.
Quessoy vient, semble-t-il, du gaulois casso (chêne).

## Histoire

### Les Hospitaliers
Un ancien hôpital des Hospitaliers de l'ordre de Saint-Jean de Jérusalem du XIIe siècle, ruinée au XIXe siècle et remplacée par la chapelle de l'Hôpital (1862).

### LeXXesiècle

#### La Belle Époque

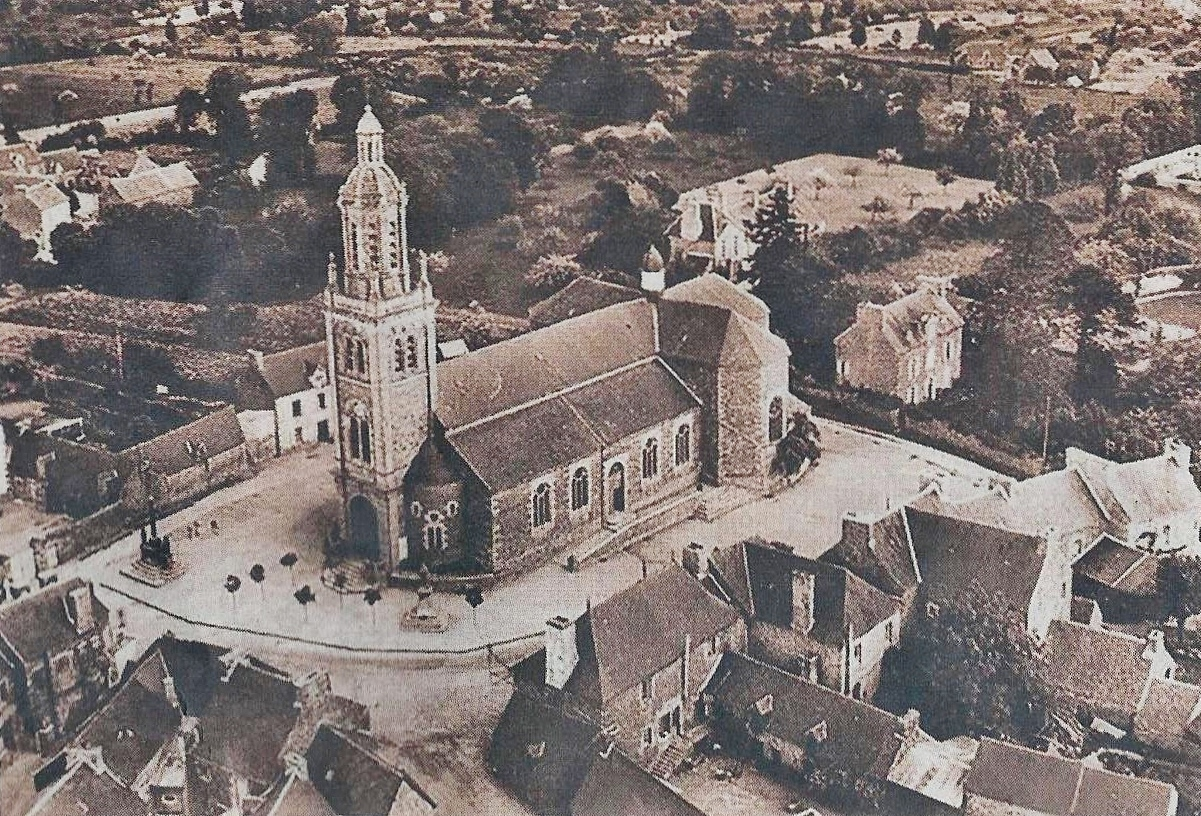
L'église de Quessoy au début du XXe siècle.

#### La Première Guerre mondiale
Le Monument aux morts de Quessoy porte les noms de 155 soldats morts pour la France pendant la Première Guerre mondiale, dont huit sur le front belge pendant la Course à la mer, deux dans les Balkans alors qu'ils étaient membres de l'Armée française d'Orient, quatre alors qu'ils étaient prisonniers de guerre en Allemagne, les autres sur le sol français. Alfred du Plessis de Grenédan, sergent au 48e régiment d'infanterie, disparu le 4 mai 1917 à Prosnes (Marne), fut décoré de la croix de guerre avec étoile de bronze et de la médaille militaire ; Raoul du Plessis de Grenédan, lieutenant au 22e régiment de dragons, fut tué par un officier allemand qui avait feint de se rendre le 20 septembre 1914 à Banteux (Nord) et fut décoré de la Légion d'honneur.
Jean Morin, né le 9 septembre 1889 à Quessoy, soldat au 47e régiment d'infanterie, fut tué lors de la bataille de Charleroi dans les tout premiers jours de la guerre. Sa vie a fait l'objet d'un livre : La courte Grande Guerre de Jean Morin.
Pierre Lagrée, né en 1896 à Quessoy, soldat au 1er régiment d'infanterie coloniale, fut fusillé pour l'exemple le 21 août 1916 à Rennes (Ille-et-Vilaine), condamné à mort par le conseil de guerre de la 10e région militaire pour « homicide ».

#### La Seconde Guerre mondiale
Le Monument aux morts de Quessoy porte les noms de 10 personnes mortes pour la France pendant la Seconde Guerre mondiale, dont trois alors qu'ils étaient prisonniers de guerre en Allemagne.

#### L'après-Seconde-Guerre-mondiale
Un soldat originaire de Quessoy, Francis Baudet, né le 9 novembre 1928, sergent au 1er régiment de tirailleurs marocains, est mort le 13 mars 1951 à An Hoa Bong Sadec au Viêt Nam pendant la guerre d'Indochine.

## Démographie
L'évolution du nombre d'habitants est connue à travers les recensements de la population effectués dans la commune depuis 1793. Pour les communes de moins de 10 000 habitants, une enquête de recensement portant sur toute la population est réalisée tous les cinq ans, les populations de référence des années intermédiaires étant quant à elles estimées par interpolation ou extrapolation. Pour la commune, le premier recensement exhaustif entrant dans le cadre du nouveau dispositif a été réalisé en 2007.

En 2022, la commune comptait 3 930 habitants, en évolution de +3,31 % par rapport à 2016 (Côtes-d'Armor : +1,78 %, France hors Mayotte : +2,11 %).
| 1793  | 1800  | 1806  | 1821  | 1831  | 1836  | 1841  | 1846  | 1851  |
| ----- | ----- | ----- | ----- | ----- | ----- | ----- | ----- | ----- |
| 2 245 | 1 820 | 2 067 | 2 559 | 2 674 | 2 806 | 2 709 | 3 301 | 3 301 |

| 1856  | 1861  | 1866  | 1872  | 1876  | 1881  | 1886  | 1891  | 1896  |
| ----- | ----- | ----- | ----- | ----- | ----- | ----- | ----- | ----- |
| 2 955 | 2 970 | 3 002 | 2 851 | 2 886 | 2 869 | 2 857 | 2 862 | 2 806 |

| 1901  | 1906  | 1911  | 1921  | 1926  | 1931  | 1936  | 1946  | 1954  |
| ----- | ----- | ----- | ----- | ----- | ----- | ----- | ----- | ----- |
| 2 724 | 2 779 | 2 598 | 2 270 | 2 243 | 2 178 | 2 146 | 2 076 | 2 024 |

| 1962  | 1968  | 1975  | 1982  | 1990  | 1999  | 2006  | 2007  | 2012  |
| ----- | ----- | ----- | ----- | ----- | ----- | ----- | ----- | ----- |
| 2 055 | 2 006 | 2 275 | 2 864 | 3 105 | 3 184 | 3 368 | 3 383 | 3 694 |

| 2017  | 2022  | - | - | - | - | - | - | - |
| ----- | ----- | - | - | - | - | - | - | - |
| 3 786 | 3 930 | - | - | - | - | - | - | - |

## Lieux et monuments

### Patrimoine religieux
- L'église Saint-Pierre (1837-1840), édifice construit sur l'emplacement d'une ancienne chapelle seigneuriale des de La Cornillière. Elle abrite deux fresques du peintre Raphaël Donguy (1812-1877) réalisées en 1850, La Vierge au Rosaire avec l'Enfant Jésus et Sainte Anne apprenant à lire à la Vierge Marie.
- La chapelle de la Houssaye des XVIIIe et XIXe siècles, comportant des éléments architecturaux de l'ancienne chapelle, une fenêtre et une porte du XVe siècle.
- La chapelle de La Roche-Rousse (1604-1605), remplace une ancienne chapelle du XIVe siècle, ruinée à la fin du XVIe siècle. Celle-ci fut réalisée en 1604 et bénite le 11 janvier 1605, avec réemploi d'un fenestrage du XIVe siècle.
- La chapelle Saint-Sébastien de Crézouard (1769), bénite le 9 octobre 1769.

### Patrimoine civil
- Le château de Bogar, XVIe siècle, inscrit en 1990 au titre des monuments historiques[29].
- Le château de la Houssaye, XVIIIe siècle, partiellement classé en 1982 et partiellement inscrit en 2002 au titre des monuments historiques[30].
- Le manoir de La Rocherousse, XVIe siècle, inscrit en 2002 au titre des monuments historiques[31].
- Le château de la Fontaine-Saint-Père, 1773, inscrit en 2002 au titre des monuments historiques[32].
- Le château du Beau-Chêne.
- Le château de la Ville-Davy.
- Le souterrain protohistorique de la ville Grohan, site archéologique datant de l'âge du fer, classé en 1971 au titre des monuments historiques[33].
- L'allée couverte du Champ-Grosset, classée en 1896 au titre des monuments historiques[34].

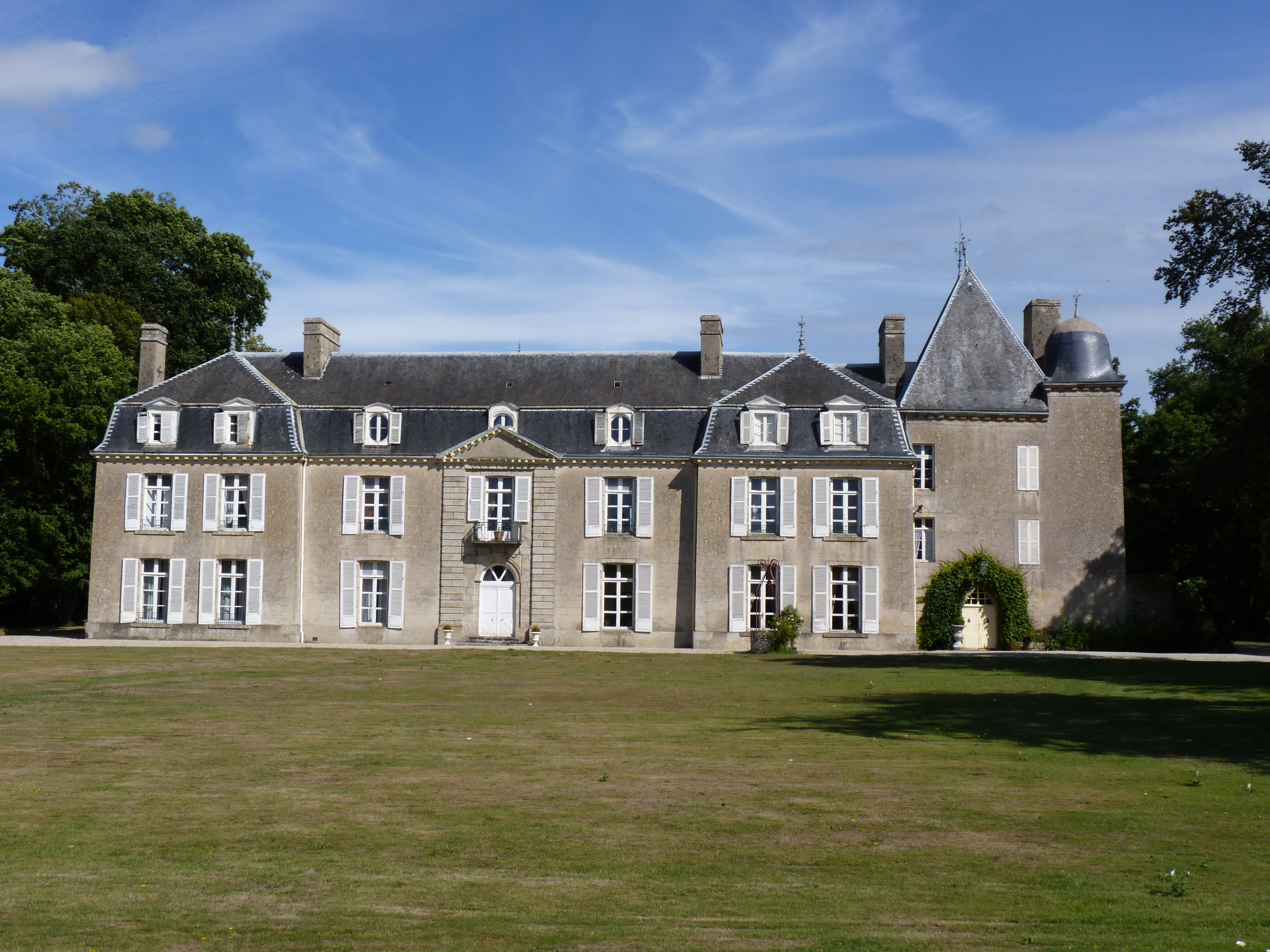
Château de Bogar.
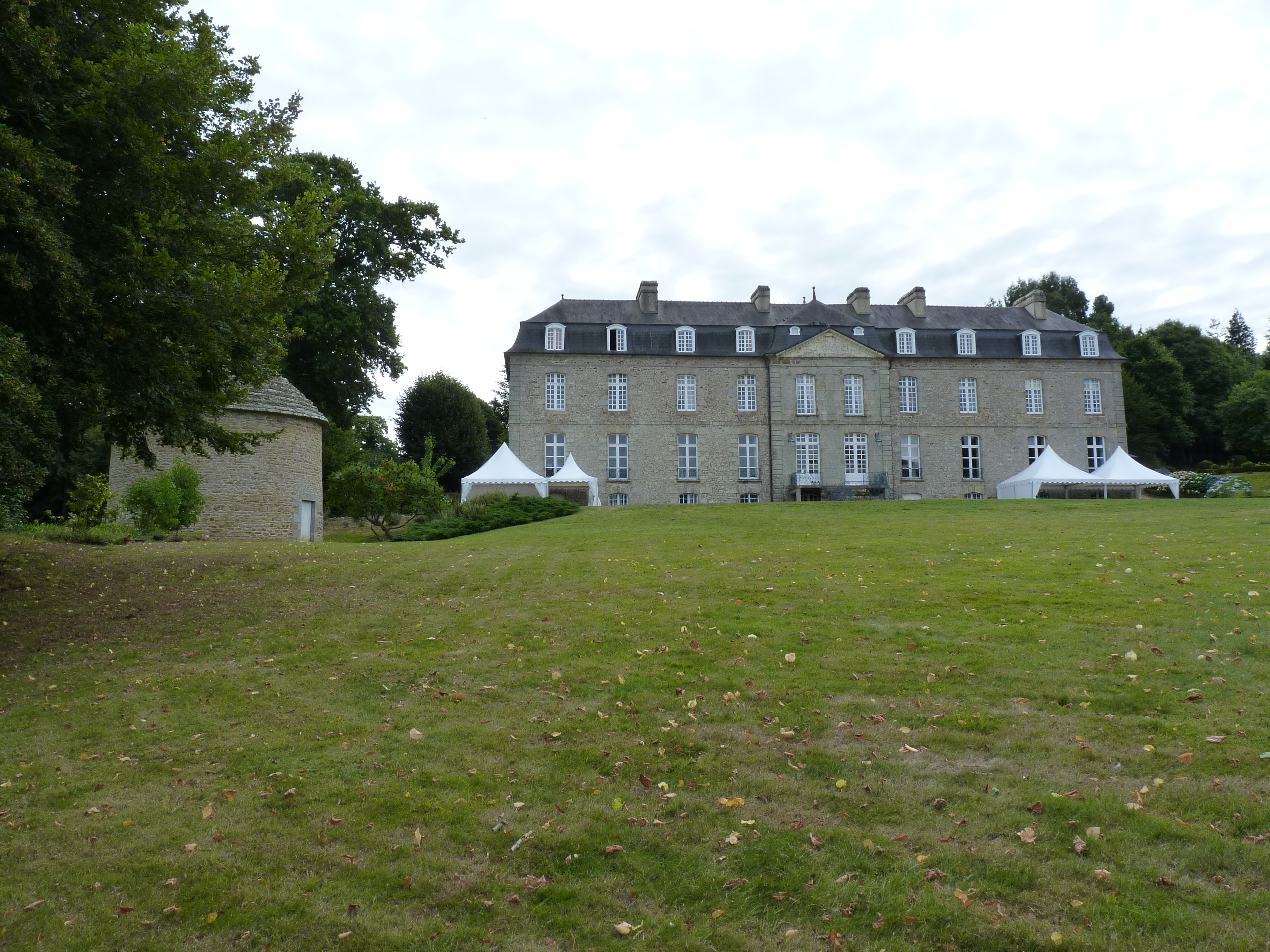
Château de la Houssaye.
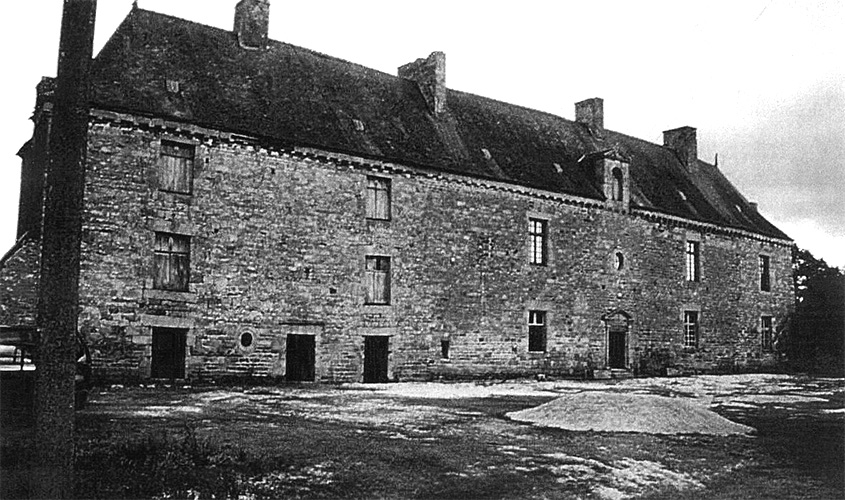
Manoir de La Rocherousse.
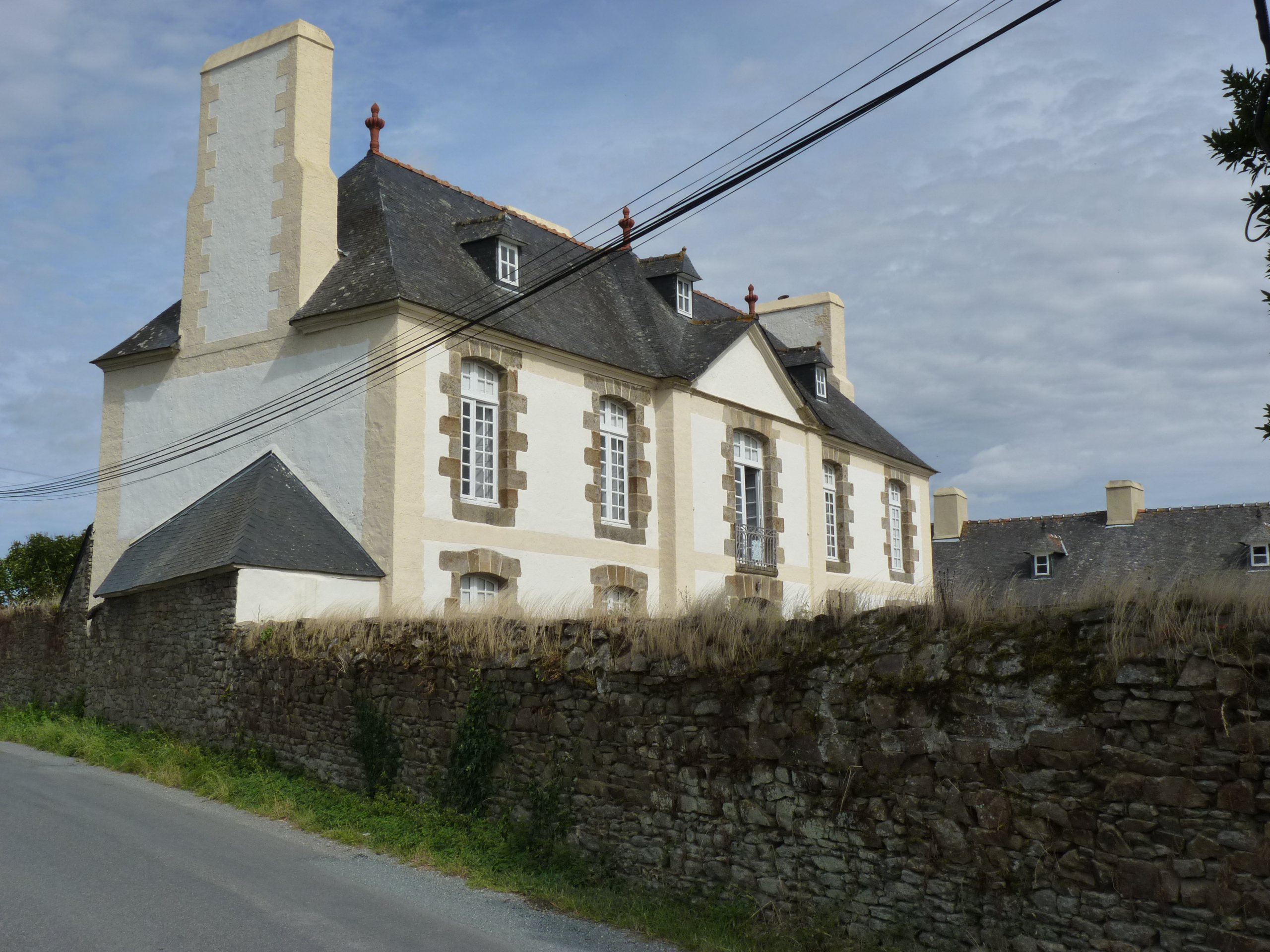
Château de la Fontaine-Saint-Père.
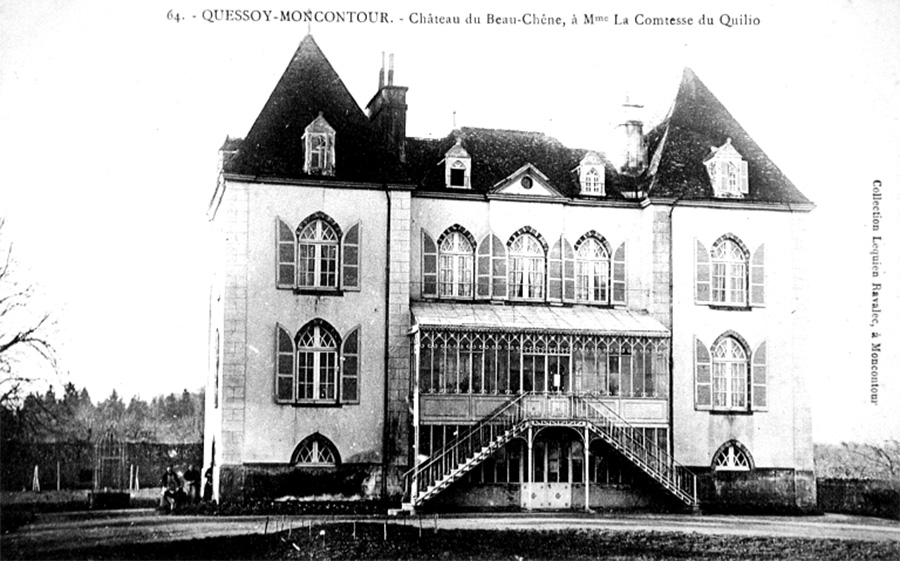
Château du Beau-Chêne.
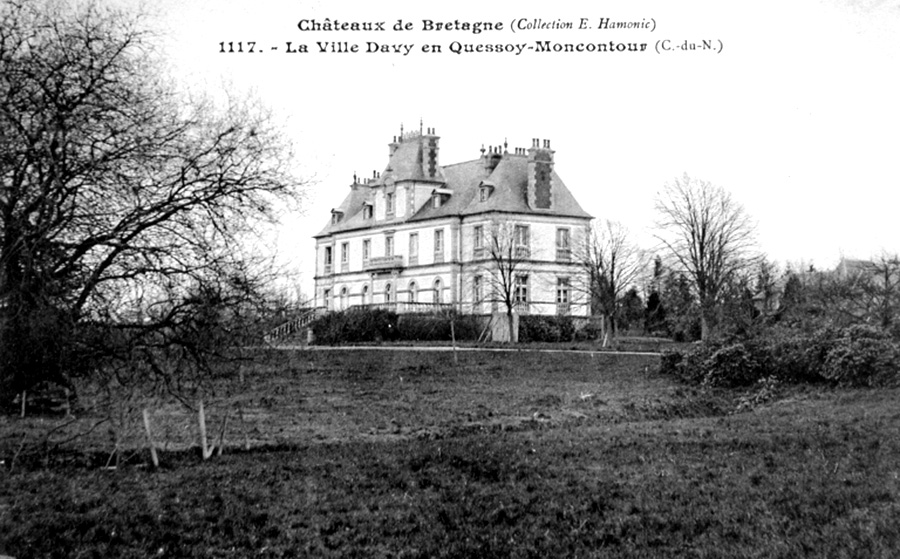
Château de la Ville-Davy.

## Personnalités liées à la commune
- Bernard Hinault, quintuple vainqueur du Tour de France, champion du monde cycliste, prend sa retraite sportive lors d'un cyclo-cross organisé à Quessoy, le dimanche 9 novembre 1986.

## Sports
Le club d'Union sportive de Quessoy a été fondé en 1946. Il comportait au départ deux sections, le football et l'athlétisme. Depuis 1985, il ne reste que le football. Le club a joué jusqu'en DSR dans les années 1980. Depuis 1982, il navigue entre les Championnats de PH et DRH. En 2014, ils finissent champions du DRH le 25 mai 2014 ; 32 ans après la descente de DSR, ils retrouveront ce Championnat pour la saison 2014-2015. Deux ans après cette remontée historique et fort d'un collectif très soudé, l'USQ remporte la même année le titre de champion de D2 et de DRH, grâce notamment à une tête de son défenseur latéral Thomas Glatre qui restera le dernier buteur de l'USQ dans l'histoire de la DRH[réf. nécessaire].
Elle accède à la division supérieure et évoluera en R2 pour la saison 2017-2018.
Lors de la saison 2018-2019, l’équipe première du club termine sur la seconde marche du podium de R2, après deux saisons à ce niveau, et valide sont ticket pour l’élite régionale. Elle évolue actuellement en R1, ce qui constitue un record pour ce club familial.

## Évènements culturels
- Tous les ans, la commune accueille des artistes et des comédiens pour le festival Sons d'Automne.
- Tous les deux ans, la commune accueille l'un des plus grands événements du département : le festival du Carnaval de Quessoy. Cet événement réunit environ 20 000 personnes durant le traditionnel défilé du dimanche après-midi. Cet événement organisé par le Club des jeunes de Quessoy, créé en 1972, est dirigé par ses co-présidents Paul Oréal et Adam Thomas et ses vice-présidents Jérémy Glâtre et Thibaut Pincemin.